# 중화민국 국방부 참모본부
국방부 참모본부(國防部參謀本部, General Staff Headquarters)는 합동참모본부에 해당하는 타이완 국방부의 군령막료 및 국군 각군 통합작전지휘기구이다. 참모본부는 군비요구, 장비품 배급, 전비(戰備)감독, 부대훈련 및 작전 계획책정 등 업무를 총괄한다. 참모본부에 대장급 참모총장 외에 대장급 부참모총장 겸 집행관(副參謀總長兼執行官) 1명과 중장급 부참모총장 2명을 설치한다.

## 조직
| 참모본부 내부기관      |                        |
| 훈련참모차장실         | 訓練參謀次長室         |
| 인사참모차장실         | 人事參謀次長室         |
| 정보참모차장실         | 情報參謀次長室         |
| 작전계획참모차장실     | 作戰及計畫參謀次長室   |
| 병참참모차장실         | 後勤參謀次長室         |
| 통신전자정보참모차장실 | 通信電子資訊參謀次長室 |
| 참모본부 직할기관      |                        |
| 군사정보국             | 軍事情報局             |
| 전신발전실             | 電訊發展室             |
| 정보전자작전지휘부     | 資電作戰指揮部         |
| 방공미사일지휘부       | 防空飛彈指揮部         |
| 예비지휘부             | 後備指揮部             |
| 헌병지휘부             | 憲兵指揮部             |

## 역대 참모총장
| 대수 | 사진 | 이름                         | 계급         | 임기                               |
| ---- | ---- | ---------------------------- | ------------ | ---------------------------------- |
| 1    |      | 천 청 (陳誠, 진성)           | 육군대장     | 1946년 5월 23일 - 1948년 5월 12일  |
| 2    |      | 구 주퉁 (顧祝同, 고축동)     | 육군대장     | 1948년 5월 13일 - 1950년 3월 24일  |
| 3    |      | 저우 즈러우 (周至柔, 주지유) | 공군대장     | 1950년 3월 25일 - 1954년 6월 30일  |
| 4    |      | 귀 용칭 (桂永清, 계영청)     | 해군대장     | 1954년 7월 1일 - 1954년 8월 12일   |
| 5    |      | 펑 멍지 (彭孟緝, 팽맹집)     | 육군대장     | 1954년 8월 18일 - 1957년 6월 30일  |
| 6    |      | 왕 수밍 (王叔銘, 왕숙명)     | 공군대장     | 1957년 7월 1일 - 1959년 6월 30일   |
| 7    |      | 펑 멍지 (彭孟緝, 팽맹집)     | 육군상급대장 | 1959년 7월 1일 - 1965년 6월 30일   |
| 8    |      | 리 위시 (黎玉璽, 여옥새)     | 해군상급대장 | 1965년 7월 1일 - 1967년 6월 30일   |
| 9    |      | 가오 퀴위안 (高魁元, 고괴원) | 육군상급대장 | 1967년 7월 1일 - 1970년 6월 30일   |
| 10   |      | 라이 밍탕 (賴名湯, 뇌명탕)   | 공군상급대장 | 1970년 7월 1일 - 1976년 6월 30일   |
| 11   |      | 쑹 창즈 (宋長志, 송장지)     | 해군상급대장 | 1976년 7월 1일 - 1981년 11월 30일  |
| 12   |      | 하오 보춘 (郝柏村, 학백촌)   | 육군상급대장 | 1981년 12월 1일 - 1989년 12월 4일  |
| 13   |      | 천 썬링 (陳燊齡, 진신령)     | 공군상급대장 | 1989년 12월 5일 - 1991년 12월 4일  |
| 14   |      | 류 허첸 (劉和謙, 유화겸)     | 해군상급대장 | 1991년 12월 5일 - 1995년 6월 30일  |
| 15   |      | 뤄 번리 (羅本立, 나본립)     | 육군상급대장 | 1995년 7월 1일 - 1998년 3월 4일    |
| 16   |      | 탕 페이 (唐飛, 당비)         | 공군상급대장 | 1998년 3월 5일 - 1999년 1월 31일   |
| 17   |      | 탕 야오밍 (湯曜明, 탕요명)   | 육군상급대장 | 1999년 2월 1일 - 2002년 1월 31일   |
| 18   |      | 리 제이 (李傑, 이걸)         | 해군상급대장 | 2002년 2월 1일 - 2004년 5월 19일   |
| 19   |      | 리 톈위 (李天羽, 이천우)     | 공군상급대장 | 2004년 5월 19일 - 2007년 2월 1일   |
| 20   |      | 훠 소우예 (霍守業, 곽수업)   | 육군상급대장 | 2007년 2월 2일 - 2009년 2월 4일    |
| 21   |      | 린 전이 (林鎭夷, 임진이)     | 해군상급대장 | 2009년 2월 5일 - 2012년 12월 31일  |
| 22   |      | 옌 밍 (嚴明, 엄명)           | 공군대장     | 2013년 1월 1일 - 2013년 8월 7일    |
| 23   |      | 가오 광치 (高廣圻, 고광기)   | 해군대장     | 2013년 8월 8일 - 2015년 1월 30일   |
| 24   |      | 옌 더파 (嚴德發, 엄덕발)     | 육군대장     | 2015년 1월 31일 - 2016년 11월 30일 |
| 25   |      | 추 궈정 (邱國正, 구국정)     | 육군대장     | 2016년 12월 1일 - 2017년 4월 28일  |
| 26   |      | 리 시밍 (李喜明, 이희명)     | 해군대장     | 2017년 4월 28일 - 2019년 6월 30일  |
| 27   |      | 선 이밍 (沈一鳴, 심일명)     | 공군대장     | 2019년 7월 1일 - 2020년 1월 2일    |

## 역대 부참모총장 겸 집행관
| 대수      | 사진 | 이름                         | 계급     | 임기                              | 비고                       |
| --------- | ---- | ---------------------------- | -------- | --------------------------------- | -------------------------- |
| 1         |      | 뤄 례 (羅列, 나열)           | 육군대장 | 1958년 8월 - 1959년 6월           |                            |
| 2         |      | 마 지좡 (馬紀壯, 마기장)     | 해군대장 | 1959년 7월 - 1965년 1월           |                            |
| 3         |      | 리 위시 (黎玉璽, 여옥새)     | 해군대장 | 1965년 1월 - 1965년 6월           |                            |
| 4         |      | 뤄 례 (羅列, 나열)           | 육군대장 | 1965년 8월 - 1969년 6월           |                            |
| 5         |      | 정 웨이웬 (鄭為元, 정위원)   | 육군대장 | 1969년 7월 1일 - 1972년 6월 30일  |                            |
| 6         |      | 왕 둬넨 (王多年, 왕다년)     | 육군대장 | 1972년 7월 1일 - 1977년 3월 31일  |                            |
| 7         |      | 하오 보춘 (郝柏村, 학백촌)   | 육군대장 | 1977년 4월 1일 - 1978년 5월 31일  |                            |
| 8         |      | 마 안란 (馬安瀾, 마안란)     | 육군대장 | 1978년 6월 1일 - 1981년 11월 30일 |                            |
| 직무 대행 |      | 야오 자오웬 (姚兆元, 요조원) | 공군대장 | 1978년 12월 1일 - 1982년 1월 4일  |                            |
| 9         |      | 우 웨 (烏鉞, 오월)           | 공군대장 | 1982년 1월 5일 - 1983년 5월 15일  |                            |
| 10        |      | 저우 젠 (鄒堅, 추견)         | 해군대장 | 1983년 5월 16일 - 1986년 6월 38일 | 전 주한 대만 대사          |
| 11        |      | 궈 루린 (郭汝霖, 곽여림)     | 공군대장 | 1986년 7월 1일 - 1988년 5월 31일  |                            |
| 12        |      | 장 중링 (蔣仲苓, 장중령)     | 육군대장 | 1988년 6월 1일 - 1989년 12월 4일  |                            |
| 13        |      | 천 젠가오 (陳堅高, 진견고)   | 육군대장 | 1989년 12월 5일 - 1991년 6월 30일 |                            |
| 14        |      | 황 싱챵 (黃幸強, 황행강)     | 육군대장 | 1991년 7월 1일 - 1993년 7월 4일   |                            |
| 15        |      | 뤄 번리 (羅本立, 나본립)     | 육군대장 | 1993년 7월 5일 - 1995년 6월 30일  |                            |
| 16        |      | 탕 페이 (唐飛, 당비)         | 공군대장 | 1995년 7월 1일 - 1998년 3월 4일   |                            |
| 직무 대행 |      | 양 더즈 (楊德智, 양덕지)     | 육군대장 | 1998년 3월 5일 - 1998년 3월 31일  |                            |
| 17        |      | 샤 잉저우 (夏瀛洲, 하영주)   | 공군대장 | 1998년 4월 1일 - 1999년 2월 28일  | 3군대학교 총장 겸임        |
| 18        |      | 왕 한닝 (王漢寧, 왕한영)     | 공군대장 | 1999년 3월 1일 - 2002년 1월 31일  |                            |
| 19        |      | 주 카이성 (朱凱生, 주개생)   | 육군대장 | 2002년 2월 1일 - 2004년 5월 19일  |                            |
| 20        |      | 페이 훙보 (費鴻波, 비홍파)   | 해군대장 | 2004년 5월 20일 - 2005년 5월 31일 |                            |
| 21        |      | 쩡 진링 (曾金陵, 증금릉)     | 육군대장 | 2005년 6월 1일 - 2006년 2월 15일  |                            |
| 22        |      | 자오 스장 (趙世璋, 조세장)   | 육군대장 | 2006년 2월 16일 - 2007년 1월 31일 |                            |
| 23        |      | 왕 리선 (王立申, 왕립신)     | 해군대장 | 2007년 2월 1일 - 2007년 5월 20일  |                            |
| 24        |      | 펑 성주 (彭勝竹, 팽승죽)     | 공군대장 | 2007년 5월 21일 - 2007년 7월 15일 |                            |
| 25        |      | 우 다펑 (吳達澎, 오달팽)     | 육군대장 | 2007년 7월 16일 - 2011년 5월 15일 |                            |
| 26        |      | 가오 광치 (高廣圻, 고광기)   | 해군대장 | 2011년 5월 16일 - 2012년 8월 31일 |                            |
| 27        |      | 천 융캉 (陳永康, 진영강)     | 해군대장 | 2012년 9월 1일 - 2013년 7월 31일  |                            |
| 28        |      | 옌 더파 (嚴德發, 엄덕발)     | 육군대장 | 2013년 8월 1일 - 2013년 8월 15일  |                            |
| 직무 대행 |      | 리 시밍 (李喜明, 이희명)     | 해군중장 | 2013년 8월 16일 - 2013년 8월 31일 |                            |
| 29        |      | 리아오 롱신 (廖榮鑫, 요영흠) | 공군대장 | 2013년 9월 1일 - 2015년 1월 29일  |                            |
| 30        |      | 푸 쩌춘 (蒲澤春, 포택춘)     | 해군대장 | 2015년 1월 30일 - 2017년 4월 28일 |                            |
| 31        |      | 천 바오위 (陳寶餘, 진보여)   | 육군대장 | 2017년 4월 28일 － 2019년 4월 1일 |                            |
| 32        |      | 류 즈빈 (劉志斌, 유지빈)     | 해군대장 | 2019년 4월 1일 － 2020년 1월 15일 |                            |
| 33        |      | 쉬 얀푸 (徐衍璞, 서연박)     | 육군대장 | 2020년 1월 16일 －                | 첫 타이완 원주민 출신 대장 |

## 같이 보기
- 합동참모본부
- 중화민국 국방부
- 중화민국 국군